# Tierra del Pan
Die Comarca Tierra del Pan ist eine der zwölf Comarcas in der Provinz Zamora der autonomen Gemeinschaft Kastilien und León.
Sie umfasst 25 Gemeinden auf einer Fläche von 917,20 km² mit dem Hauptort Zamora.

## Gemeinden
| Gemeinde                      | Einwohner (2024) | Fläche km² | Dichte Einw./km² | Cod INE | Postleitzahl |
| ----------------------------- | ---------------- | ---------- | ---------------- | ------- | ------------ |
| Algodre                       | 135              | 18,18      | 7                | 49006   | 49539        |
| Almaraz de Duero              | 397              | 45,61      | 9                | 49007   | 49180        |
| Andavías                      | 420              | 23,14      | 18               | 49009   | 49162        |
| Arquillinos                   | 113              | 17,64      | 6                | 49014   | 49126        |
| Benegiles                     | 268              | 23,33      | 11               | 49022   | 49123        |
| Cerecinos del Carrizal        | 108              | 17,24      | 6                | 49047   | 49125        |
| Coreses                       | 1.037            | 43,16      | 24               | 49053   | 49530        |
| Cubillos                      | 295              | 24,70      | 12               | 49056   | 49730        |
| La Hiniesta                   | 307              | 33,15      | 9                | 49095   | 49192        |
| Manganeses de la Lampreana    | 439              | 60,02      | 7                | 49108   | 49130        |
| Molacillos                    | 233              | 23,68      | 10               | 49119   | 49120        |
| Monfarracinos                 | 995              | 22,02      | 45               | 49122   | 49121        |
| Montamarta                    | 543              | 56,81      | 10               | 49123   | 49149        |
| Moreruela de los Infanzones   | 324              | 31,26      | 10               | 49132   | 49731        |
| Muelas del Pan                | 616              | 72,61      | 8                | 49135   | 49167        |
| Pajares de la Lampreana       | 280              | 27,99      | 10               | 49141   | 49142        |
| Palacios del Pan              | 240              | 31,75      | 8                | 49142   | 49162        |
| Piedrahíta de Castro          | 106              | 20,97      | 5                | 49155   | 49143        |
| Roales                        | 1.022            | 10,78      | 95               | 49178   | 49192        |
| San Cebrián de Castro         | 249              | 66,15      | 4                | 49186   | 49144        |
| San Pedro de la Nave-Almendra | 322              | 22,71      | 14               | 49194   | 49183        |
| Torres del Carrizal           | 407              | 30,35      | 13               | 49222   | 49122        |
| Valcabado                     | 415              | 10,11      | 41               | 49227   | 49192        |
| Villaseco del Pan             | 207              | 34,56      | 6                | 49269   | 49181        |
| Zamora                        | 59.506           | 149,28     | 399              | 49275   | 49001–49032  |
| Comarca Tierra del Pan        | 68.984           | 917,20     | 75               | –       | –            |